# جولي إيزابيل بيشوب
جولي إيزابيل بيشوب (بالإنجليزية: Julie Bishop)‏ (من مواليد 17 يوليو 1956) سياسية أسترالية، تتولى منصب وزيرة الخارجية منذ عام 2013 ونائبة زعيم الحزب الليبرالي منذ عام 2007.

## روابط خارجية
- الموقع الرسمي
- قالب:OpenAustralia
- Summary of parliamentary voting for Julie Bishop MP on TheyVoteForYou.org.au